# 安古
安古，台湾音乐人。歌手。代表音乐作品：单曲《相遇》。

## 人物介绍
姓名：安古（sin）
原住民名：哈擁阿密
出生地：台湾/宜兰
种族：原住民/泰雅族
语言：国语/泰雅语

## 主要经历
2019年11月，安古为台湾歌手于立成歌曲《感恩》及歌曲《愿》 担任作曲。
2019年末安古签约中国大陆巧克力唱片公司。  随后推出个人首支单曲《相遇》。
1. ↑  ,   [2019-12-17], （原始内容存档于2019-12-17） （中文（臺灣））
2. ↑  . （原始内容存档于2019-12-17）.
3. ↑  . （原始内容存档于2019-12-17）.
4. ↑  . （原始内容存档于2019-12-17）.
5. ↑  . new.cq.cn.   [2019-12-17]. （原始内容存档于2019-12-17）.
6. ↑  . （原始内容存档于2019-12-17）.